# Brzeźno (powiat gorzowski)
Brzeźno (do 1945 niem. Briesenhorst) – wieś w Polsce położona w województwie lubuskim, w powiecie gorzowskim, w gminie Lubiszyn. Według danych z 2011 r. liczyła 312 mieszkańców. Miejscowość została założona w 1751 r. w ramach kolonizacji fryderycjańskiej. Od 1945 r. leży w granicach Polski. We wsi znajduje się kościół z 1867 r.
W latach 1975–1998 miejscowość należała administracyjnie do województwa gorzowskiego.

## Położenie
Zgodnie z podziałem fizycznogeograficznym Polski według Kondrackiego teren, na którym położone jest Brzeźno należy do prowincji Niziny Środkowoeuropejskiej, podprowincji Pojezierza Południowobałtyckiego, makroregionu Pradolina Toruńsko-Eberswaldzka oraz w końcowej klasyfikacji do mezoregionu Równina Gorzowska.
Miejscowość leży 22 km na północny zachód od Gorzowa Wielkopolskiego. Posiada układ przestrzenny wielodrożnicy. We wsi znajduje się niewielkie (około 2 ha) jezioro, bez nazwy (niem. do 1945 Briesen See).

## Demografia
Ludność w ostatnich 3 stuleciach:

## Historia
- 1751 – radca dworu Benjamin Gottlieb Nerger, na polecenie króla Fryderyka Wielkiego, założył folwark i kolonię Briesenhorst w pobliży kuźnicy w Buszowie, na terenach mosińskiego okręgu leśnego; przybywa tu 16 osadników, z czego 6 z Wirtembergii[8]
- 1769 – kolonia liczyła 21 osadników[8]
- 1801 – kolonia i folwark czynszowy (niem. Kolonie und Erbzins-Virwerk) Briesenhorst liczyły 244 mieszkańców i 40 gospodarstw; należały do domeny w Mironicach; osiedlonych było tu 25 kolonistów, 7 budników, 15 komorników, 1 kołodziej, znajdowała się tu kuźnia; właścicielem był nadleśniczy państwowy (niem. Stadt-Forstmeister) von Rohr; kościół był filialnym parafii w Barnówku[5]
- 1803–1805 – w pobliżu Brzeźna osiedliło się 24 kolonistów, a nowa osada otrzymała nazwę Neu Briesenhorst[8]
- 1815–1818 – reformy administracyjne Prus zmieniły strukturę Nowej Marchii; kolonia Brzeźno należała do powiatu Gorzów, w rejencji frankfurckiej
- 1820 – kolonia i folwark czynszowy były wymieniane w składzie domeny w Mironicach[9]
- 1867 – w Brzeźnie wzniesiono zbór szachulcowy
- 1874 – likwidacja domeny państwowej w Mironicach
- 1895 – folwark czynszowy został rozparcelowany i sprzedany w częściach przez ostatniego właściciela ziemskiego Schäma[8]
- 1945 – we wsi funkcjonowała szkoła podstawowa
- 16.09.1945 – poświęcenie kościoła jako rzymskokatolickiego
- 1999 – likwidacja szkoły podstawowej

## Nazwa
Niemiecka nazwa Briesenhorst pochodzi od nazwy pobliskiego jeziora (Briesen) + -horst ‘kępa drzew’; w okolicy występowały również nazwy terenowe Briesenbruch i Horstbruch. Nazwa Brzeźno została nadana w 1947 r.

## Administracja
Miejscowość jest siedzibą sołectwa Brzeźno, do którego należą Buszów i Łąkomin.

## Architektura
Kościół pw. Narodzenia Najświętszej Maryi Panny – zbudowany w 1867 r. jako świątynia jednonawowa, bez wieży, na planie prostokąta z wydzielonym, pięciobocznie zamkniętym prezbiterium; stylistycznie nawiązuje do neogotyku, dzięki umieszczeniu okien dwudzielne ostrołukowo zamkniętych i blend w ścianach szczytowych. Z pierwotnego wyposażenia zachowała się ambona z dekoracjami z późniejszego okresu oraz znacznie przekształcona mensa ołtarzowa. W obrębie placu w 1967 r. wzniesiono dzwonnicę.

## Edukacja i nauka
Uczniowie uczęszczają do szkoły podstawowej w Lubiszynie i gimnazjum w Ściechowie.

## Instytucje i organizacje
W Brzeźnie siedzibę ma fundacja „Sewa”.

## Religia
Kościół pw. Narodzenia Najświętszej Maryi Panny jest filialnym parafii rzymskokatolickiej w Lubiszynie.

## Gospodarka
W 2013 r. liczba zarejestrowanych podmiotów gospodarczych wyniosła 7, z czego 6 to osoby fizyczne prowadzące działalność gospodarczą oraz 1 fundacja:
| Dział                                      | Ilość |
| ------------------------------------------ | ----- |
| rolnictwo, leśnictwo, łowiectwo i rybactwo | 4     |
| przemysł i budownictwo                     | 2     |
| pozostała działalność                      | 1     |